# Socha svatého Jana Nepomuckého (Stárkov)
Socha svatého Jana Nepomuckého je situována na cestě ke kostelu sv. Josefa v obci Stárkov v okrese Náchod. Socha je chráněna jako kulturní památka od 3. 5. 1958. Národní památkový ústav tuto sochu uvádí v katalogu památek pod rejstříkovým číslem ÚSKP 86956/6-1887.